# Mexique aux Jeux olympiques de la jeunesse d'hiver de 2016
Le Mexique participe aux Jeux olympiques de la jeunesse d'hiver de 2016 à Lillehammer en Norvège du 12 au 21 février 2016. Deux athlètes représentent le pays pour cette édition.

## Résultats

### Ski acrobatique
| Athlète               | Épreuve   | Qualifications | Qualifications | Finale       | Finale       | Résultat final |
| Athlète               | Épreuve   | Temps          | Rang           | Temps        | Rang         | Rang           |
| --------------------- | --------- | -------------- | -------------- | ------------ | ------------ | -------------- |
| Fernando Soto Herrera | Ski cross | 47 s 28        | 16             | Non qualifié | Non qualifié | 13             |

### Ski alpin
| Athlète             | Épreuve      | Finale        | Finale        | Finale        | Finale |
| Athlète             | Épreuve      | Manche 1      | Manche 2      | Total         | Rang   |
| ------------------- | ------------ | ------------- | ------------- | ------------- | ------ |
| Jocelyn McGillivray | Slalom       | 1 min 07 s 17 | 1 min 00 s 68 | 2 min 07 s 85 | 27     |
| Jocelyn McGillivray | Slalom géant | 1 min 31 s 32 | 1 min 27 s 53 | 2 min 58 s 85 | 29     |